# Suchoi Schkwal
Die Suchoi Schkwal (russisch Сухой Шквал, deutsch Bö) war ein sowjetisches Projekt für einen Abfangjäger in Heckstarter-Bauweise.

## Geschichte
Im Jahr 1960 begann der junge Konstrukteur Rolan G. Martirossow (er wurde später Chefkonstrukteur) mit einem Team von 10 Personen in Eigeninitiative mit der Konstruktion eines Luftfahrzeugs einer vollständig neuen Klasse – einem einsitzigen, überschallfähigen Heckstarter zur Abfangjagd. Schon bald erhielt das Team die Erlaubnis, in seiner Freizeit an dem Projekt zu arbeiten und das Projekt erhielt den Namen Schkwal-1 (Bö-1). Zur selben Zeit arbeitete Jakowlew an der Jak-36 und Hawker Siddeley am Harrier. Beide Entwürfe wurden mit einem konventionellen Fahrwerk ausgestattet. Die Schkwal hingegen sollte wie z. B. die Lockheed XFV-1 auf dem Heck landen und starten können und aufgrund dessen nur einen extrem kleinen Platz benötigen. Nachdem das Konzept erstellt und Windkanaltests im ZAGI gemacht worden waren, erhielt das Team von Pawel Suchoi für dieses Projekt die offizielle Bestätigung. Damit wurde die Finanzierung durch die staatlichen Behörden sowie der Zugang zu diversen Versuchseinrichtungen ermöglicht. Ein partielles Mock-up wurde gebaut. Im August 1963 kam es zu einer Projektbeurteilung durch das Ministerium für Flugzeugbau. Dabei kam es zu heftigen Diskussionen, bei der die Projektgruppe nicht alle Fragen der Kommission beantworten konnte; daher wurden zwar die Leistungen des Konstruktionsteam anerkannt, aber die Finanzierung für den Bau eines Prototyps verweigert. Ein weiterer Grund war auch die auf den Ansichten des neuen sowjetischen Regierungschefs Nikita Chruschtschow basierende Militärdoktrin, vermehrt auf Raketen als Angriffs- und Verteidigungswaffen zu setzen und dafür die Ausgaben für den militärischen Flugzeugbau stark zu reduzierten.

## Konstruktion
Die Suchoi Schkwal war als zweistrahliger Abfangjäger mit Radar, zwei eingebauten Bordkanonen und nebeneinander angeordneten Nachbrennertriebwerken ausgelegt. Es wurden zwei Auslegungen im Windkanal untersucht. Diese unterschieden sich nur in der Form der Lufteinlässe und der Position der Canards. Die Formgebung mit D-förmigen Lufteinlässen, vergleichbar mit der Su-15, und Canards vor dem Cockpit, die bis zum Radom reichen, konnte sich nicht durchsetzen. Das zweite Konzept mit rechteckigen Rampenlufteinläufen (vergleichbar mit den Lufteinläufen der MiG-25) und Canards an der oberen Seitenkante der Lufteinläufe erhielt den Vorzug. Der Rumpf selbst ist vergleichbar mit dem Rumpf der Su-15 ohne Fahrwerk, Tragflächen, Seitenleitwerk und Bremsklappen. Die vier Tragflächen waren fest an den Ecken des Rumpfes als liegendes X angebracht (vergleichbar mit dem fiktionalen X-Wing-Jagdraumschiff aus Star Wars). An den vier Tragflächen befanden sich zylindrische Behälter, die im unteren Teil Stoßdämpfer für Start und Landung beherbergen. Im restlichen Teil dieser Behälter befanden sich, wie in Tragflächen und Rumpf, Kerosintanks. Die Behälter waren außen noch mit einem Leitblech als Weiterführung der Tragfläche versehen. Jede Tragfläche hat ein Ruder, das als Quer- und Seitenruder fungierte. Um das senkrechte Landen zu erleichtern waren der gesamte Schleudersitz sowie Schubhebel und Sidestick schwenkbar im Cockpit so gelagert, dass das Verhältnis des Schleudersitz zu diesen Bedienungselementen unabhängig von der Schwenkposition unverändert blieb. Die Schwenkvorrichtung erlaubte dem Piloten durch ein Fenster im Cockpitboden eine besser Sicht auf den Landeplatz. Es wurde eine Cockpitsektion der Schkwal mit dem Fenster im Boden und der schwenkbaren Schleudersitz/Instrumentenkombination gebaut, mit der diese Funktionsweise getestet und vorgeführt werden konnte, was mehrfach geschah. Auch ein zweiachsiger Anhänger zum Transport und für die Aufrichtung der Schkwal war geplant.